# Saint-Georges (Pas-de-Calais)
Saint-Georges is een gemeente in het Franse departement Pas-de-Calais (regio Hauts-de-France) en telt 266 inwoners (1999). De plaats maakt deel uit van het arrondissement Montreuil.

## Geografie
De oppervlakte van Saint-Georges bedraagt 9,8 km², de bevolkingsdichtheid is 27,1 inwoners per km².
De onderstaande kaart toont de ligging van Saint-Georges (Pas-de-Calais) met de belangrijkste infrastructuur en aangrenzende gemeenten.

## Demografie
Onderstaande figuur toont het verloop van het inwonertal (bron: INSEE-tellingen).